# Louis Aleman
Louis Aleman foi um cardeal francês. Bispo de Maguelone (1418–1423), arcebispo de Arles (dezembro de 1423 — 16 de setembro de 1450) com um intervalo de nove anos durante o qual ele foi excomungado (1440–1449), cardeal (1426), beatificado (1527).

## Biografia
Nascido em uma família nobre, Louis Aleman nasceu no castelo de Arbent, perto de Bugey, na diocese de Belley, aproximadamente em 1390.

### Ascensão
Formado em Direito canônico, fez uma carreira muito rápida. Graças à influência de um parente, François de Conzié, seu tio, arcebispo de Narbonne e camerlengo, Louis Aleman rapidamente se tornou um personagem importante na Igreja.
Ordenado cônego em 1409, em 1417, vice-camareiro, custos ecclesie Lugdunensis, abade de Saint-Pierre-de-la-Tour em Puy. Foi nomeado bispo de Maguelone em 1418, pelo Papa Martinho V que lhe confiou missões de confiança, como, por exemplo, a transferência de Pávia para Siena do concílio convocado em 1423.
Em dezembro de 1423, assumiu o arcebispado de Arles: tomou posse de sua arquidiocese em 16 de maio de 1424 e foi consagrado pelo Papa Martinho V em Mântua, em 20 de novembro de 1424. Enquanto isso, em 16 de março de 1424, tornou-se camerlengo. Em 1425, foi governador de Bolonha e em 1426 foi promovido a cardeal-presbítero de Santa Cecília.

### O Concílio da Basileia
Louis Aleman começou a participar do Concílio da Basileia (1431-1449) em 1434 e, a partir de 1436, passou a desempenhar um papel importante. Tornou-se, na verdade, um membro influente desse encontro, onde junto com o cardeal Giuliano Cesarini, dirigiu o partido conciliarista, que apoiava o domínio da autoridade dos concílios sobre a do papa. Em 14 de fevereiro de 1438, o cardeal Louis Aleman foi o presidente do concílio, mas nos dias seguintes, o papa lançou um anátema contra todas as decisões tomadas.
Em 1439, Louis Aleman ganhou o apoio do imperador Sigismundo e do duque de Milão. Assim, em 25 de junho de 1439, o concílio depôs o Papa Eugênio IV e em novembro elegeu Amadeu VIII, duque de Saboia, conhecido posteriormente como o antipapa Félix V, provocando um novo cisma.
Eugênio respondeu excomungando o antipapa e privando Louis Aleman de todos os encargos eclesiásticos. Assim, por exemplo, Louis Aleman não participou do translado das relíquias das santas Marias Jacobé e Salomé para Saintes-Maries-de-la-Mer, em dezembro de 1448, apesar desta comunidade pertencer à diocese de Arles.

### A reconciliação com o Papa
Finalmente, para acabar com o cisma, Félix V, aconselhado pelo ex-arcebispo de Arles, abdicou durante uma reunião episcopal realizada em Lyon em 1449. O novo papa, Nicolau V, que sucedeu Eugênio em 1447, restituiu em seguida, a Louis Aleman todas as suas honras e o nomeou núncio apostólico na Alemanha (1449).
Após seu retorno, Louis Aleman se retirou para Arles, em julho de 1449, onde se dedicou com zelo à administração de sua diocese. Foi visto novamente na cidade provençal desde a primavera de 1434. Morreu em 16 de setembro de 1450 de peste negra em Salon-de-Provence, no château de l'Empéri e no dia seguinte, seu corpo foi transladado para Arles e sepultado na catedral de São Trófimo.

## Legado
Por muitos anos, seu túmulo é objeto de culto popular cheio de fervor. Diz-se ser um local de muitos milagres que ocorrem no dia do seu funeral e depois se multiplicaram, criando uma verdadeira peregrinação. Desde 1451 a chegada de peregrinos é comprovada, e doações para as obras na catedral de São Trófimo se multiplicaram. Entre março de 1452 e janeiro de 1453, foi conduzida uma investigação sobre esses milagres cuja conclusão foi mantida em sigilo.
Finalmente, o cardeal Pierre de Foix, seu sucessor, ordenou em 10 de abril de 1454 que se elegesse quatro trabalhadores para administrar as ofertas feitas no túmulo do falecido.